# Jean-Baptiste Nothomb
Pour les autres membres de la famille, voir Famille Nothomb.
 (juillet 2025).
Jean-Baptiste Nothomb (Messancy, 3 juillet 1805 – Berlin, 16 septembre 1881) est un homme politique belge d'origine luxembourgeoise et de tendance libérale. Fervent partisan de l'unionisme, il a été chef de gouvernement de 1841 à 1845.

## Biographie
Jean-Baptiste Nothomb, dont la famille est établie à Pétange (dans l'actuel grand-duché de Luxembourg), fait ses études secondaires à l'Athénée royal de Luxembourg-Ville. À l'époque, le grand-duché de Luxembourg, créé par le Congrès de Vienne en 1815, est lié au royaume uni des Pays-Bas par la personne du souverain commun, Guillaume Ier d'Orange-Nassau, roi d'une part et grand-duc de l'autre. J.-B. Nothomb poursuit ses études de 1822 à 1826 à l'Université de Liège, où il décroche son doctorat en droit. Il retourne ensuite à Luxembourg où il s'inscrit au barreau. Parallèlement, il commence une carrière dans la presse (il écrit dans le  Courrier des Pays-Bas) et rejoint bientôt Bruxelles pour devenir directeur de la Gazette des tribunaux. Quand la révolution de 1830 éclate, il se trouve à Luxembourg. Il ne rejoint Bruxelles que fin septembre et devient directeur du Courrier des Pays-Bas, organe de presse du gouvernement provisoire. En octobre, il devient secrétaire de la commission chargée de préparer la Constitution. Il prône la monarchie constitutionnelle et le bicaméralisme.
Dans cette commission, il participe également à la définition des modalités de l'élection du Congrès national. Il propose notamment que l'âge requis pour être éligible soit de vingt-cinq ans, afin que lui-même puisse être élu.
Rapidement nommé membre du Comité diplomatique sous le gouvernement provisoire, il devient de 1831 à 1837 secrétaire général du ministère des Affaires étrangères.  
Il est élu au Congrès pour l'arrondissement d'Arlon. Il y devient membre d'une commission chargée de régler la question du Luxembourg, que la Conférence de Londres voulait laisser à Guillaume Ier.
Plus tard, il est secrétaire général du ministère des Affaires étrangères du premier cabinet du régent Surlet de Chokier. Il soutient également la candidature de Léopold de Saxe-Cobourg et Gotha au Congrès et fait partie de la délégation envoyée à Londres pour lui proposer la couronne. Il y met au point une interprétation du Traité des XVIII articles qui permettrait à la Belgique d'échanger certains territoires enclavés dans les Provinces-Unies dans leurs frontières de 1790 contre une partie du Limbourg. Il rencontre Charles Grey qui accepte le principe de cet échange de territoires. Néanmoins, il se montre réservé quant aux chances de réalisation de ce plan au moment de défendre le Traité des XVIII articles devant le Congrès.
Il est renvoyé à Londres après la campagne des Dix-Jours, mais la défaite des troupes belges a largement réduit sa marge de manœuvre ; aussi le Traité des XXIV articles est-il bien moins avantageux pour la Belgique. La Conférence accepte néanmoins, grâce aux pressions du roi Louis-Philippe, de laisser à la Belgique Arlon, ville où Nothomb a été élu. Il défend la ratification du nouveau traité devant le Parlement.
Il reste ensuite secrétaire général du ministère des Affaires étrangères. En 1836, il épouse une de ses cousines, Wilhelmine Boch, fille de Jean-François Boch, gros industriel de Septfontaine, faubourg de Luxembourg. Il devient en 1837 ministre des Travaux publics dans le gouvernement de Barthélémy de Theux de Meylandt. Il participe alors au développement du chemin de fer. En 1838, il soutient la ratification définitive du Traité des XXIV articles aux côtés notamment de Barthélémy de Theux et de Jean-Pierre Willmar.
Après la chute du cabinet de Theux, le libéral Joseph Lebeau, nouveau chef du gouvernement depuis le 18 avril 1840, fait appel à lui pour faire partie du premier gouvernement libéral homogène, mais Nothomb refuse, car il reste partisan de l'unionisme. Il devient alors ambassadeur auprès de la Diète de Francfort, assemblée de la Confédération germanique, où il succède à Lebeau dans cette fonction tout en restant député.
Il est ensuite appelé par Léopold Ier pour succéder le 13 avril 1841 à Lebeau (qui a démissionné à la suite des querelles généralisées entre son gouvernement libéral et le Sénat aux mains des catholiques), au poste de chef du gouvernement. Ce nouveau gouvernement unioniste est composé de Félix de Muelenaere (catholique), Camille de Briey (catholique), Guillaume van Volxem (libéral), Léandre Desmaisières (libéral) et du général Gérard Buzen (libéral). Il doit faire face à l'opposition des libéraux radicaux qui lui reprochent son alliance avec les catholiques.
On doit à ce gouvernement la loi sur l'enseignement primaire de 1842. Cette loi institue l'enseignement gratuit (non obligatoire) et oblige chaque commune à posséder au moins une école dispensant l'enseignement confessionnel sous surveillance du clergé (sauf dérogation). D'autre part, l'État et les provinces allaient créer des écoles dans les communes trop pauvres.  Il est envoyé à Francfort entre 1840 et 1841.
Le gouvernement échoue par contre dans son projet de donner la personnalité juridique à l'Université de Louvain. Le 14 décembre 1842, Nothomb, en plus de son poste de Premier ministre, reprend à van Volxem celui de ministre de la Justice, charge qui échoira peu après à Jules d'Anethan lors du remaniement consécutif aux élections du printemps 1843.
Il fait également voter une loi permettant au roi de choisir le bourgmestre en dehors du conseil communal.
Après les élections de 1843, qui marquent une avance des libéraux, Nothomb modifie la composition de son cabinet et fait appel à Albert Goblet d'Alviella, Édouard Mercier, Pierre Dupont (libéraux), Jules d'Anethan, Adolphe Dechamps (catholiques). Il fait ensuite voter une loi permettant au gouvernement et non plus au Parlement de nommer les membres des jurys d'examen universitaire, ce qui satisfait les libéraux, mais mécontente les catholiques. Le nonce apostolique (en) Pecci y est en particulier hostile.
Sur le plan international, le gouvernement décline les offres d'union douanière faites par la France et la Confédération germanique[réf. nécessaire].
Les progrès des libéraux lors des élections de 1845 provoquent la démission de Nothomb.
Il devient ensuite ambassadeur à Berlin (royaume de Prusse) tout en restant député jusqu'en 1848, où une loi lui interdit ce cumul de fonctions. Le 16 septembre 1881, il meurt d'une attaque d'apoplexie alors qu'il est ministre plénipotentiaire à Berlin. Il est inhumé dans le caveau de famille de son épouse à Luxembourg-Rollingergrund, non loin de la faïencerie Boch.
Comme beaucoup d'autres acteurs politique libéraux de la révolution, il fait partie de la franc-maçonnerie, dont il s'écarta cependant après qu'elle eut été condamnée par les évêques de Belgique ; en 1845, il eut d'ailleurs un célèbre débat avec Defacqz, Grand Maître du Grand Orient de Belgique. Il avait déjà été introduit en loge à Luxembourg, peu après ses études de droit à Liège. Il était également membre de la classe de lettres de l'Académie royale de Belgique depuis le 7 mai 1840.

## Publications
- Essai historique et politique sur la révolution belge, Bruxelles (J.P. Meline), 1833; 3e éd.: 1834; 4e éd.: 1876.
- Première continuation de ce livre.  La seconde continuation a été écrite par Théodore Juste en 1876.

## Distinctions
- Il reçoit le 9 avril 1853 un titre de baron qui s'éteindra avec son petit-fils, 3e baron.
- Grand cordon de l'ordre de Léopold (en 1856).
- Croix de fer (Belgique).

## Sources
- Jean Bartelous, Nos Premiers Ministres, de Léopold Ier à Albert Ier, 1983, Bruxelles, éd. J.M. Collet.
- Théodore Juste, Le baron Nothomb, Ministre d'État, C.Muquardt (Bruxelles), 1874 (2 vol.).
- Pierre Nothomb, Les hommes de 1830. Jean-Baptiste Nothomb et ses frères, Librairie Nationale d'Art et d'Histoire (Bruxelles et Paris), 1931.
- Jacques Ruzette, Jean-Baptiste Nothomb, La Renaissance du Livre (Bruxelles), 1946.
- Roger Petit (éd.), Jean-Baptiste Nothomb et les débuts de la Belgique indépendante. Actes du Colloque international de Habay-la-Neuve, 5 juillet 1980; Bruxelles (Archives générales du Royaume), 1982; 183 pages, 15 contributions, 7 illustrations (portraits & cartes).
- François Roelants du Vivier, Un pays convoité - Jean-Baptiste Nothomb (1805-1881) et la construction de la Belgique; B-Wavre, éditions Mols, 2022.